# 1921年远东运动会
第五届远东运动会（英語：1921 Far Eastern Championship Games）于1921年5月30日至6月4日在中国上海举行。参赛者有中國、日本、菲律宾。印度、錫蘭、暹罗、马来亞、爪哇接受邀參加，然而他們沒有經費將選手送到上海。中国代表队有140名运动员、日本70名运动员、菲律宾139名运动员。
足球比賽中，以香港南華足球隊代表中國出賽。

## 运动会历程
1921年5月30日下午，远东运动会开幕式在上海虹口公园举行，国际奥林匹克委员会委派日籍国际奥委会委员嘉纳治五郎出席开幕式并致辞。

## 比赛项目
游泳项目：
- 冲水前进、水底拾碟、奇态游泳、潜水游泳

球类项目：
- 足球、篮球、排球

## 成绩
菲律宾代表队获团体总分第一名，中国、日本分列二、三位。

### 足球比赛
中国获得足球比赛冠军。
- 中国1：0菲律宾
- 中国4：1日本
- 菲律宾3：0日本

### 篮球比赛
中国获得篮球比赛冠军。
- 中国30∶27菲律宾
- 中国32∶28日本